# 의신면
의신면(義新面)은 대한민국 전라남도 진도군에 위치한 면이다. ‘한국판 모세의 기적’으로 알려진 ‘진도 신비의 바닷길’로 유명한 지역이다.

## 연혁
- 940년 고려 태조 23년 의신에 향(의신향 - 치소, 중리)를 신설
- 1419년 조선 세종 원년, 금갑진을 설치하고 성을 쌓았다.
- 1889년 조선 고종 26년, 의신면과 명금면으로 분리 집강으로 하여금 통솔
- 1903년 집강을 면장으로 개칭
- 1914년 명금면을 통합 오늘에 이름

## 행정 구역
| 법정리   | 한자명   | 행정리                                 | 비고            |
| -------- | -------- | -------------------------------------- | --------------- |
| 거룡리   | 巨龍里   | 거룡리, 신정리, 사정리                 |                 |
| 구자도리 | 拘子島里 | 구자도리                               |                 |
| 금갑리   | 金甲里   | 금갑리, 접도리, 원다리, 수품리         |                 |
| 돈지리   | 敦地里   | 돈지리, 향교리                         | 면사무소 소재지 |
| 만길리   | 晩吉里   | 만길리, 원두리, 도명리, 도목리, 도항리 |                 |
| 모도리   | 茅島里   | 모도리                                 |                 |
| 사천리   | 斜川里   | 사상리, 사하리                         |                 |
| 송정리   | 松亭里   | 송정리, 죽청리, 활곡리                 |                 |
| 연주리   | 連珠里   | 연주리, 응덕리                         |                 |
| 옥대리   | 玉垈里   | 옥대리, 정지리, 중리                   |                 |
| 창포리   | 昌浦里   | 창포리, 가단리                         |                 |
| 청룡리   | 靑龍里   | 청룡리                                 |                 |
| 초사리   | 草四里   | 초상리, 초하리, 초중리, 초평리, 송군리 |                 |
| 칠전리   | 七田里   | 칠전리, 중굴리, 하굴리, 신생리         |                 |
| 침계리   | 枕溪里   | 침계리, 영산리, 진설리                 |                 |

## 교육
- 의동초등학교
- 의신초등학교
- 의신중학교

## 관광
- 쌍계사

전라남도 진도군 의신면 사천리 첨찰산(尖察山)에 있는 사찰이다. 진도 쌍계사 대웅전은 정면 3칸, 측면 3칸 맞배지붕 건물로 1985년 2월 25일 전라남도 유형문화재 제121호로 지정되었다. 내부에 석가모니불 등 삼존불을 비롯하여 여러 점의 탱화와 소종ㆍ중종ㆍ법고가 있다. 그 가운데 중종은 종신에 적힌 명문에 따르면, 1686년에 조성되었으며 1720년에 다시 주조되었다. 명부전은 시왕전이 바뀐 이름으로 내부에 지장보살상을 비롯하여 모두 33점의 목조각상이 있다.
- 진도 신비의 바닷길

고군면 회동리와 의신면 모도리 사이 약 2.8km로 바다가 매년 음력 2월말에서 3월초에 조수간만의 차로 해저 사구가 40m폭으로 물위로 드러나 바닷길을 이룬다. 이때 신비의 바닷길 축제가 열려 진도의 민속민요 등 다채로운 행사가 펼쳐지며, 1975년 주한 프랑스대사 "피에르랑디"씨가 진도개 연구차 왔다가 바닷길이 열리는 현장을 목격하고 “한국판 모세의 기적”이라 감탄하여 프랑스 신문에 소개한 것이 세계적으로 널리 알려지게 되었다. 2000년 3월 14일 국가지정 명승 제9호로 지정되었다.
- 금갑해수욕장

백사장 길이 500m로 규모는 작지만 고운 모래밭과 완만한 경사, 맑고 깨끗한 바닷물이 자랑거리이다. 간조 때면 모래밭에서 조개도 주울 수 있어 피서지로 적합하다. 시원한 그늘과 편의시설이 조성되어 있고 해변에 기암괴석이 어우러져 경치가 좋으며 수품리, 접도해안가 근해에 어족이 풍부해 바다 낚시를 즐길 수 있다. 해수욕장 개장은 6월 24일부터 8월 31일까지이다.